# حنا جهان فروز
حنا جهان فروز (بالفارسية: حنا جهان‌فروز) (1971 في طهران، إيران - )؛ مغنية إيرانية-إسرائيلية، وتقيم في تل أبيب عاصمة إسرائيل، بعد أن هاجر ذويها إلى هناك.